# Jigoku shōjo (serie televisiva)
Jigoku shōjo (地獄少女?, Jigoku shōjo, lett. Ragazza infernale) è un dorama stagionale autunnale in 12 puntate di Nippon Television e andato in onda tra il 2006 e il 2007; è basato sull'omonimo anime Hell Girl, successivamente trasposto anche in manga.

## Trama
Esiste un sito, all'interno dell'oceano sterminato di Internet, conosciuto col nome di "Jigoku Tsushin", in cui è possibile connettersi solamente a partire dallo scoccar della mezzanotte: se vi viene scritto un messaggio di odio contro qualcuno, allora quella persona verrà senza possibilità di scampo trascinata all'inferno e tormentata per il resto dei suoi giorni dalla ragazza infernale (jigoku shōjo) apparsa appositamente per l'occasione.
Di lei si sa soltanto che vive assieme alla misteriosa nonna e che si accompagna con tre magiche bambole servitrici. Ogni volta che la ragazza scorge un messaggio particolarmente toccante, decide di entrare in azione.

## Guest star
- Atsushi Ono: narratore nell'introduzione
- Anna Odaka (ep. 1)
- Megumi Asaoka (ep. 1)
- Narumi Konno (ep. 1)
- Motoki Ochiai (ep. 2)
- Kazuyuki Matsuzawa (ep. 2)
- Asae Ōnishi (ep. 2)
- Sachiko Suzuki (ep. 3)
- Kanji Tsuda (ep. 3)
- Yōko Hoshi (ep. 3)
- Nanase Matsuda (ep. 3)
- Kazuhiko Kanayama - Takashi Inagaki (ep. 4, 11, 12)
- Teruo Ishiyama (ep. 4)
- Kimika Yoshino (ep. 4)
- Tetsu Watanabe - Ispettore Ōtaki (ep. 5, 12)
- Daiki Sano (ep. 5)
- Mayu Fujimori (ep. 5)
- Meguru Shii (ep. 6)
- Megumi Shōji (ep. 6)
- Sachio Akahori (ep. 6)
- Taeko Nishino (ep. 7)
- Masaya Matsukaze (ep. 7)
- Kenji Mitamura (ep. 7)
- Osamu Tsuruoka (ep. 8)
- Hideo Takamatsu (ep. 8)
- Mihoko Sekiguchi (ep. 8)
- Yoshihiro Nozoe (ep. 9)
- Mayuko Iwasa (ep. 9)
- Keita Okada (ep. 9)
- Yōko Ōshima (ep. 10)
- Kana Kurashina (ep. 10)
- Yūna Suzuki (ep. 10)
- Shinji Kasahara (ep. 10)
- Ryūki Kitaoka (ep. 11)
- Chika Ōtsuka - Ayumi Shibata (ep. 11, 12)
- Yōji Tanaka - Nishi (ep. 11, 12)

## Episodi
1. Hibi wareta jikan (ひび割れた時間)
2. Hako no naka no shōnen
3. Midori go no Yume
4. Oma no migiri
5. Istuwari no bohimei
6. Yakusoku no Akai Ito
7. Amai Yūwaku
8. Seiya no kiseki
9. Gi no Daishō
10. Kanashimi no Kioku
11. Utsutsushiyo no Yami Zenpen
12. Utsutsushiyo no Yami Kōhen